# Lake County (Montana)
Lake County is een county in de Amerikaanse staat Montana.
De county heeft een landoppervlakte van 3.869 km² en telt 26.507 inwoners (volkstelling 2000). De hoofdplaats is Polson.